# Gobierno de Eduardo Rodríguez Veltzé
El Gobierno de Eduardo Rodríguez Veltzé, comenzó el 9 de junio de 2005, tras la renuncia del presidente Carlos Mesa, y culminó el 22 de enero de 2006, con la asunción del presidente electo Evo Morales. 

## Ministros de Gobierno
Durante su gobierno de 7 meses, alrededor de 19 ministros de confianza acompañaron la gestión del presidente Eduardo Rodríguez Veltzé en 16 diferentes ministerios, los cuales son los siguientes:
| Cargo                                     | Nombre                            | Periodo                                       | Duración en el Cargo |
| ----------------------------------------- | --------------------------------- | --------------------------------------------- | -------------------- |
| Ministro de Relaciones Exteriores y Culto | Armando Loayza Mariaca            | 14 de junio de 2005 - 22 de enero de 2006     | 7 meses y 8 días     |
| Ministro de la Presidencia                | Iván Avilés Mantilla              | 14 de junio de 2005 - 22 de enero de 2006     | 7 meses y 8 días     |
| Ministro de Gobierno                      | Gustavo Ávila Bustamante          | 14 de junio de 2005 - 22 de enero de 2006     | 7 meses y 8 días     |
| Ministro de Defensa                       | Gonzalo Méndez Gutiérrez          | 14 de junio de 2005 - 22 de enero de 2006     | 7 meses y 8 días     |
| Ministro de Hacienda                      | Luis Carlos Jemio Mollinedo       | 14 de junio de 2005 - 2 de agosto de 2005     | 1 mes y 18 días      |
| Ministro de Hacienda                      | Waldo Mario Gutierrez Iriarte     | 2 de agosto de 2005 - 22 de enero de 2006     | 5 meses y 20 días    |
| Ministro de Desarrollo Sostenible         | Irma Elizabeth Peredo Obleas      | 16 de junio de 2005 - 19 de julio de 2005     | 1 mes y 3 días       |
| Ministro de Desarrollo Sostenible         | Martha Bozo Espinoza              | 19 de julio de 2005 - 22 de enero de 2006     | 6 meses y 3 días     |
| Ministro de Desarrollo Económico          | Carlos Melchor Díaz Villavicencio | 16 de junio de 2005 - 22 de enero de 2006     | 7 meses y 6 días     |
| Ministro de Servicios y Obras Públicas    | Mario Moreno Viruéz               | 14 de junio de 2005 - 22 de enero de 2006     | 7 meses y 8 días     |
| Ministro de Minería y Metalurgia          | Dionisio Garzón Martínez          | 14 de junio de 2005 - 22 de enero de 2006     | 7 meses y 8 días     |
| Ministro de Hidrocarburos                 | Jaime Eduardo Dunn Castellanos    | 14 de junio de 2005 - 25 de noviembre de 2005 | 5 meses y 11 días    |
| Ministro de Hidrocarburos                 | Sergio Mauricio Medinaceli Monroy | 25 de noviembre de 2005 - 22 de enero de 2006 | 1 mes y 27 días      |
| Ministro de Educación                     | María Cristina Mejia Barragán     | 14 de junio de 2005 - 22 de enero de 2006     | 7 meses y 8 días     |
| Ministro de Salud y Deportes              | Álvaro Muñoz Reyes Navarro        | 14 de junio de 2005 - 22 de enero de 2006     | 7 meses y 8 días     |
| Ministro de Trabajo                       | Carlos Antonio Laguna Navarro     | 14 de junio de 2005 - 22 de enero de 2006     | 7 meses y 6 días     |
| Ministro de Asuntos Campesinos            | Guillermo Rivera Cuellar          | 16 de junio de 2005 - 22 de enero de 2006     | 7 meses y 6 días     |
| Ministro de Participación Popular         | Naya Ponce Fortún                 | 14 de junio de 2005 - 22 de enero de 2006     | 7 meses y 8 días     |
| Ministro de Asuntos Indígenas             | Pedro Ticona Cruz                 | 14 de junio de 2005 - 22 de enero de 2006     | 7 meses y 8 días     |

- Datos: Q110100621